# Susanne Weinbuchner
Susanne Weinbuchner (16 agosto 1991) è un'ex sciatrice alpina tedesca.

## Biografia
Susanne Weinbuchner ha debuttato in gare FIS il 13 dicembre 2007 a Sarentino disputando uno slalom gigante; il 26 gennaio 2008 ha esordito in Coppa Europa a Lenggries giungendo 50ª in slalom speciale. Nel 2011 ha partecipato ai Mondiali juniores di Crans-Montana, piazzandosi all'11º posto nello slalom gigante e al 12º nello slalom speciale.
Il 27 ottobre 2012 ha disputato la sua prima gara in Coppa del Mondo, a Sölden, piazzandosi 12ª nello slalom gigante d'apertura della stagione; tale risultato sarebbe rimasto il migliore ottenuto in carriera dalla Weinbuchner nel massimo circuito internazionale. Il 7 gennaio 2013 ha conquistato il primo podio in Coppa Europa chiudendo al 2º posto nello slalom gigante di Zinal vinto dalla francese Adeline Baud.
La sua ultima gara in Coppa del Mondo è stata lo slalom speciale disputato a Flachau il 10 gennaio 2017, non completato; il 13 febbraio successivo è salita per l'ultima volta sul podio in Coppa Europa, nello slalom speciale di Göstling an der Ybbs/Hochkar (3ª). Si è ritirata al termine di quella stessa stagione 2016-2017 e la sua ultima gara è stata uno slalom gigante FIS disputato a Kitzbühel il 9 aprile successivo, non completato dalla Weinbuchner; in carriera non ha preso parte né a rassegne olimpiche né iridate.

## Palmarès

### Coppa del Mondo
- Miglior piazzamento in classifica generale: 93ª nel 2013

### Coppa Europa
- Miglior piazzamento in classifica generale: 16ª nel 2013
- 4 podi:
  - 1 secondo posto
  - 3 terzi posti

### Campionati tedeschi
- 8 medaglie[1]:
  - 2 ori (supergigante nel 2016; slalom gigante nel 2017)
  - 4 argenti (slalom gigante nel 2012; combinata nel 2015; slalom gigante, slalom speciale nel 2016)
  - 2 bronzi (supergigante nel 2015; slalom speciale nel 2017)

### Campionati tedeschi juniores
- 1 oro (slalom speciale nel 2010)[senza fonte]